# (3145) Walter Adams
(3145) Walter Adams (1955 RY) – planetoida z grupy pasa głównego asteroid okrążająca Słońce w ciągu 3,25 lat w średniej odległości 2,19 au. Odkryta 14 września 1955 roku.